# Göran Lindblad (politiker)
Lars Göran Axel Lindblad, född 12 januari 1950 i Adolf Fredriks församling i Stockholms stad, är en svensk politiker (moderat), som var riksdagsledamot 1993 (ersättare) och 1997–2010 (ordinarie ledamot).

## Biografi
Göran Lindblad har varit verksam som tandläkare sedan 1977, bland annat under tjugo år som fängelsetandläkare på det numera nedlagda Härlandafängelset.
Lindblad var riksdagsledamot 1993 (som ersättare) och 1997–2010 (som ordinarie ledamot), invald för Göteborgs kommuns valkrets. I riksdagen var han bland annat ledamot i socialförsäkringsutskottet 1998–2002 och utrikesutskottet 2002–2006 samt ordförande i Europarådets svenska delegation 2006–2010. Utöver det var han vice ordförande i Europarådets parlamentariska församling. Han var även medlem i riksdagens Svensk-Kosovanska vänskapsförening t.o.m. år 2010, där han var en av två kontaktpersoner för föreningen.
Lindblad är framför allt engagerad i internationella frågor och har bland annat arbetat för demokrati, mänskliga rättigheter och en human flykting- och migrationspolitik. Han arbetar ideellt med Rosengrenska Stiftelsen som bland annat erbjuder fri sjukvård och tandvård åt gömda flyktingar. Han har tidigare varit Europarådets rapportör om totalitära kommunistregimers brott mot mänskligheten och var som sådan författare till resolutionsutkastet Need for international condemnation of crimes of totalitarian communist regimes ("Behovet av ett internationellt fördömande av totalitära kommunistregimers brott") som resulterade i Europarådets resolution 1491.
Han är senior political advisor för European Azerbaijan Society (TEAS) som är en organisation som "verkar för azerbajdzjanska intressen i Europa". Han kritiserades för att ha arbetat som lobbyist åt TEAS, efter att ha förlorat sin riksdagsplats i valet 2010. Där har hans uppdrag varit att lobba i Europa för Azerbajdzjans rätt till enklaven Nagorno-Karabach som efter Nagorno-Karabach-kriget kontrollerades av Armenien.. År 2018 beslutade Europarådet att bannlysa honom från rådets lokaler för livet, då han ansågs ha begåt grova förbrytelser mot rådets etiska riktlinjer i sin lobbyism för Azerbajdzjan.[källa behövs]
Han har tidigare varit ordförande i Platform of European Memory and Conscience.

## Fotnoter
1. 1 2 3 4  Björn Asker & Anders Norberg, Enkammarriksdagen 1971-1993/94 ledamöter och valkretsar / på Riksdagens uppdrag utarbetad av Björn Asker och Anders Norberg., vol. 2, 1996, s. 494, läst: 31 maj 2023, ”Lindblad, Göran (m), f 1950, tandläkare. Ersättare 1992/93 (23.3-19.5.1993).”.[källa från Wikidata]
2. ↑  pace.coe.int, PACE medlems-ID: 5264, läst: 20 april 2022.[källa från Wikidata]
3. 1 2 3 4 5  Riksdagens person-id: 0870805820217, läst: 23 juni 2020.[källa från Wikidata]
4. 1 2  Riksdagens person-id: 0870805820217, läst: 26 juli 2020.[källa från Wikidata]
5. 1 2  Members A-Z since 1949, Europarådets parlamentariska församling, läs online.[källa från Wikidata]
6. ↑  Sveriges befolkning 2000, Version 1.03, Sveriges Släktforskarförbund: Lindblad, Lars Göran Axel
7. ↑  Göran Lindblad (M), Sveriges riksdags webbplats (Läst 5 december 2020)
8. ↑  European Azerbaijan Society's webbplats Arkiverad 16 april 2012 hämtat från the Wayback Machine.
9. ↑  http://www.svd.se/nyheter/inrikes/organisationen-vill-betala-mig-for-vissa-tjanster_7237449.svd
10. ↑  http://sverigesradio.se/sida/gruppsida.aspx?programid=3304&grupp=6240&artikel=5129055
11. ↑  [AS/Pro (2018) CB 05 ”AS/Pro (2018) CB 05, Council of Europe Parliamentary Assembly”]. Council of Europe Parliamentary Assembly. 31 januari 2021. AS/Pro (2018) CB 05. Läst 31 januari 2921.
12. ↑  Officiell webbplats